# 11473 Barbaresco
För andra betydelser, se Barbaresco (olika betydelser).
11473 Barbaresco eller 1982 SC är en asteroid i huvudbältet som upptäcktes den 22 september 1982 av den amerikanske astronomen Edward L.G. Bowell vid Anderson Mesa Station. Den är uppkallad efter den italienska byn Barbaresco.